# St Helens Island
St Helens Island ist eine Insel aus Granit mit einer Fläche von 51 Hektar, an der nordöstlichen Küste von Tasmanien, Australien. Die Insel ist Teil der Waterhouse-Island-Gruppe. Die Insel ist ein Schutzgebiet und wurde in der Vergangenheit abgebrannt, sie ist aber noch immer stark vom Fraß von Wildkaninchen betroffen. Die Insel ist Teil der St Helens Important Bird Area.

## Fauna
Zu den auf der Insel verzeichneten Meeresvögeln gehören Zwergpinguin, Lummensturmvogel, Fregattensturmschwalbe, Dickschnabelmöwe und Silberkopfmöwe. Wildkaninchen wurden eingeführt. Auf der Insel leben Skinke.